# Sylvain Noël
Pas d'image ? Cliquez ici
Sylvain Noël, né le 11 septembre 1968 au Mans est un pilote automobile français. Il dirige l'écurie Racing Technology et l'école de pilotage Motorsport Academy.

## Carrière
En 1999, il est engagé aux 24 Heures de Spa et pilote une Afla Romeo 156 et abandonne en course.
En 2001, il participe aux 24 Heures du Mans au volant d'une Porsche 911 GT3 RS (996) de l'écurie Noël del Bello Racing. Il termine l'épreuve non classé,.
En 2007, il court en Porsche Carrera Cup France.
En 2009, il participe aux Racecar Series.
En 2011, il revient en Porsche Carrera Cup France,.
En 2018, il dirige l'écurie Racing Technology en Porsche Carrera Cup France.